# شاون ماریون
شاون ماریون (انگلیسی: Shawn Marion؛ زاده ۷ مهٔ ۱۹۷۸) یک ورزشکار اهل ایالات متحده آمریکا است.